# بينجامين فوشس
بينجامين فوشس (20 أكتوبر 1983 بنورنبرغ في ألمانيا - ) هو لاعب كرة قدم ألماني وتركي في مركز الدفاع. شارك مع منتخب النمسا تحت 19 سنة لكرة القدم. أما مع النوادي، فقد لعب مع آينتراخت براونشفايغ وغازي عنتاب بي.بي.كي وغرويتر فورت وفيهين فيسبادن وقونيا سبور ومانيساسبور ونادي جوزتيبي وEintracht Braunschweig II ‏ وSpVgg Greuther Fürth II ‏.

## وصلات خارجية
- بينجامين فوشس على موقع اتحاد تركيا (لاعب) (الإنجليزية)
- بينجامين فوشس على موقع قاعدة بيانات كرة القدم.إي يو (الإنجليزية)
- بينجامين فوشس على موقع بيانات كرة القدم. دي إي (الألمانية)
- بينجامين فوشس على موقع Soccerway.com (الإنجليزية)
- بينجامين فوشس على موقع عالم كرة القدم.نت (الإنجليزية)